# Kepler-47
Kepler-47 ist ein Doppelsternsystem, das von drei Exoplaneten zirkumbinär umrundet wird. Es war nach Kepler-16 das zweite entdeckte System, in dem ein Doppelstern von Planeten umrundet wird, und das erste bekannte derartige System mit mehr als einem Planeten. Solche Systeme gelten normalerweise wegen der komplexen Bahndynamik als sehr instabil. Bemerkenswert ist die gemeinsame Bahnebene der Planeten. Die Planeten "b und c" wurden 2012 mit Hilfe der Transitmethode vom Weltraumteleskop Kepler entdeckt. Planet "d" wurde auch aus den Daten des Kepler-Teleskops gewonnen, konnte aber erst 2019 bestätigt werden. Kepler-47 ist rund 3500 Lichtjahre entfernt und befindet sich im Sternbild Schwan.

## Sterne
Die Sterne umkreisen sich in 7,45 Tagen gegenseitig. Der größere der beiden Sterne hat eine Größe ähnlich der Sonne, aber nur 84 % ihrer Leuchtkraft, während der kleinere ein Roter Zwerg ist mit nur einem Drittel der Sonnengröße und 1 % der Leuchtkraft der Sonne.

## Planetensystem

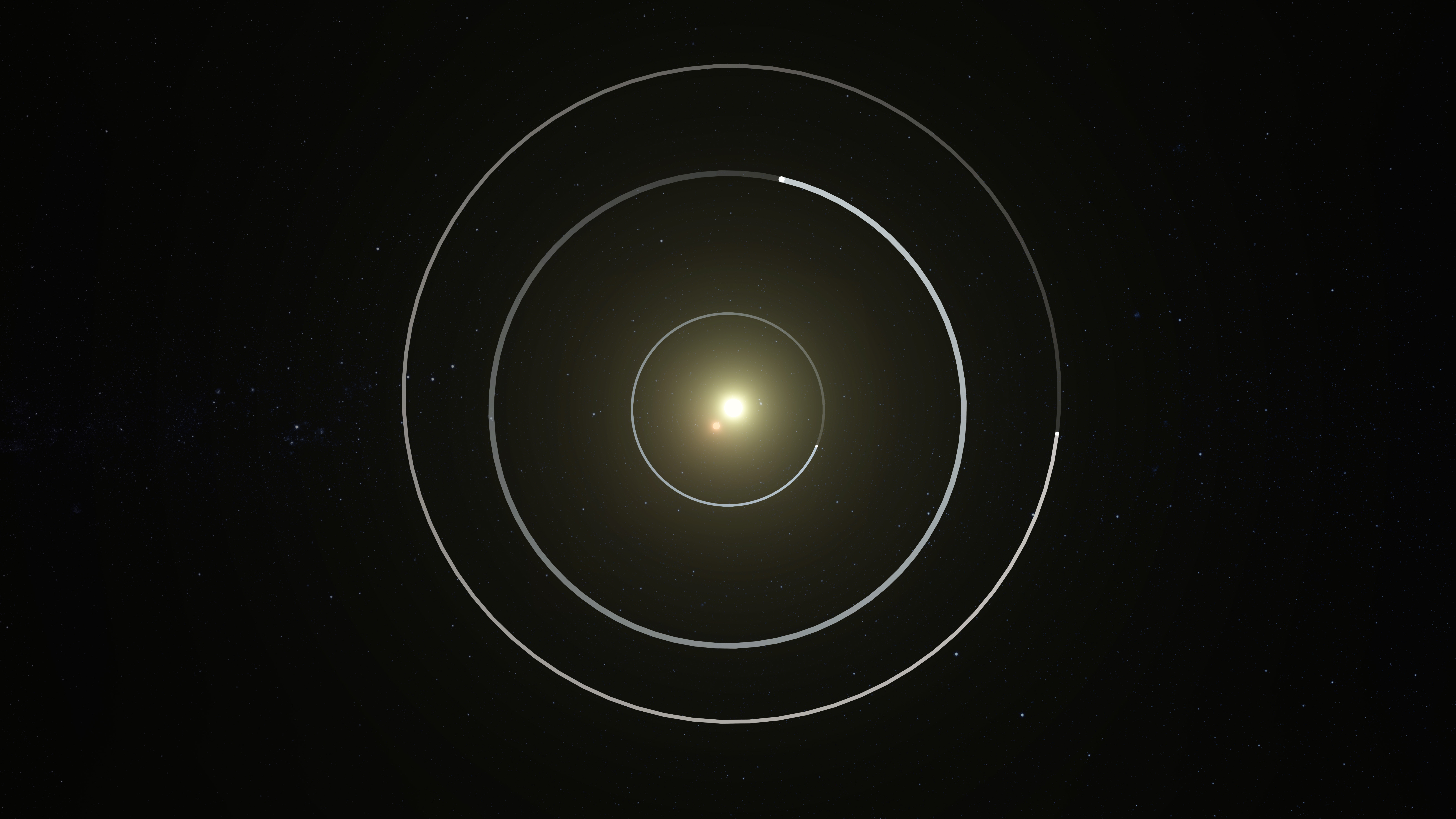
Illustration der Bahnen um Kepler-47

Kepler-47b, der innerste Planet, umkreist beide Sterne in 49,5 Tagen und hat einen Radius von etwa drei Erdradien. Seine Masse ist unbekannt und es können daher keine Rückschlüsse auf seine mögliche Zusammensetzung gezogen werden.
Kepler-47c, der äußerste Planet, befindet sich in der habitablen Zone. Seine Umlaufperiode beträgt 303,2 Tage. Er ist mit einem Radius von knapp 5 Erdradien etwas größer als Uranus. Seine Masse ist nicht bekannt; vermutlich liegt sie ungefähr im Bereich einer Neptunmasse.
Kepler-47d umkreist beide Sterne in 187,4 Tagen und hat einen Radius von 7 Erdradien. Er befindet sich also zwischen Kepler-47b und Kepler-47c.
| Planet (Reihenfolge vom Stern aus) | Entdeckt | Masse (MJ)      | Radius (RJ)     | Große Halbachse der Bahn (AE) | Umlaufzeit (Tage) | Exzentrizität      | Bahnneigung (Grad) |
| ---------------------------------- | -------- | --------------- | --------------- | ----------------------------- | ----------------- | ------------------ | ------------------ |
| Kepler-47b                         | 2012     | -               | 0,27 ± 0,01     | 0,296 ± 0,005                 | 49,51 ± 0,04      | -                  | 89,6 ± 0,5         |
| Kepler-47d                         | 2013     | 0,06 +0,07−0,04 | 0,63 +0,06−0,04 | 0,699 ± 0,003                 | 187,35 ± 0,15     | 0,024 +0,025−0,017 | 90,0               |
| Kepler-47c                         | 2012     | -               | 0,41 ± 0,02     | 0,989 ± 0,016                 | 303,15 ± 0,07     | -                  | 89,8               |